# Frans De Mulder
Frans De Mulder (nascido a 14 de dezembro de 1937 em Kruishoutem - falecido a 5 de março de 2001) foi um ciclista belga, profissional entre os anos 1958 e 1963. No melhor ano de sua corrida desportiva foi 1960, durante o qual ganhou a classificação geral e quatro etapas da Volta ciclista a Espanha e o campeonato de fundo em estrada de seu país, entre outras vitórias de menor importância.

## Palmarés
| - 1957 - 1 etapa da Volta à Bélgica amador - 1959 - 1 etapa do Tour de l'Ouest - 1960 - Campeonato da Bélgica em Estrada - Volta a Espanha , mais 4 etapas - 1 etapa do Tour do Luxemburgo | - 1961 - Campeonato de Flandres - 1962 - 1 etapa do Critério do Dauphiné - 1963 - Nokere Koerse - 1 etapa da Volta à Bélgica |

## Resultados em Grandes Voltas e Campeonato do Mundo
| Corrida            | 1959 | 1960 | 1961 | 1962 | 1963 |
| ------------------ | ---- | ---- | ---- | ---- | ---- |
| Giro d'Italia      | -    | -    | -    | -    | -    |
| Tour de France     | -    | -    | -    | Ab.  | -    |
| Volta a Espanha    | -    | 1.º  | Abº  | -    | -    |
| Mundial em Estrada | -    | 15.º | 16.º | Ab.  | -    |